# Ogrodniki (przystanek kolejowy)
Ogrodniki – przystanek kolejowy w Ogrodnikach, w województwie lubelskim, w Polsce. Znajdują się tu 2 perony.

## Ruch pasażerski[1]
| Rok  | Wymiana pasażerska na dobę |
| ---- | -------------------------- |
| 2017 | 10-19                      |
| 2018 | 10-19                      |
| 2019 | 10-19                      |
| 2020 | 0-9                        |
| 2021 | 0-9                        |
| 2022 | 10-19                      |
| 2023 | 10-19                      |

## Połączenia
- Dęblin
- Łuków
- Międzyrzec Podlaski
- Terespol